# Perica Bukić
Perica Bukić (* 20. Februar 1966 in Šibenik) ist ein ehemaliger jugoslawischer Wasserballspieler. Er gewann mit der jugoslawischen Nationalmannschaft zwei olympische Goldmedaillen und war zweimal Weltmeister sowie dreimal Europameisterschaftszweiter. Mit der kroatischen Nationalmannschaft gewann er eine olympische Silbermedaille.

## Karriere
Perica Bukić begann im Alter von 13 Jahren mit dem Wasserballsport und spielte zunächst bei VK Šibenik. Später wechselte er zu HAVK Mladost Zagreb. Mit diesem Verein war der 1,98 m große Bukić 1989 und 1990 jugoslawischer Meister und ab 1992 siebenmal kroatischer Meister.
1984 siegten die Jugoslawen in ihrer Vorrundengruppe bei den Olympischen Spielen 1984 in Los Angeles. In der Finalrunde gewannen die Jugoslawen alle Spiele mit Ausnahme des Spiels gegen die Mannschaft aus den Vereinigten Staaten, das mit 5:5 endete. Die Jugoslawen erhielten die Goldmedaille wegen des gegenüber dem US-Team besseren Torverhältnisses. Perica Bukić wurde in sieben Spielen eingesetzt. Im Jahr darauf verloren die Jugoslawen bei der Europameisterschaft in Sofia nur ihr Auftaktspiel gegen Ungarn, gegen die sowjetische Mannschaft spielten die Jugoslawen Unentschieden. Am Ende siegte die sowjetische Mannschaft vor den Jugoslawen und der deutschen Mannschaft. 1986 bei der Weltmeisterschaft in Madrid besiegten die Jugoslawen die sowjetische Mannschaft im Halbfinale mit 9:8. Im Finale gewannen die Jugoslawen mit 12:11 gegen die italienische Mannschaft. Die Europameisterschaft 1987 in Straßburg wurde wie 1985 in einer Gruppe ausgetragen, jedes Team musste gegen jedes andere Team antreten. Letztlich gewann die sowjetische Mannschaft mit sechs Siegen und einem Unentschieden vor den Jugoslawen mit fünf Siegen und zwei Unentschieden sowie den Italienern. Ebenfalls 1987 erhielt Perica Bukić eine Bronzemedaille bei der Universiade in Zagreb. Bei den Olympischen Spielen 1988 in Seoul gewannen die Jugoslawen ihre Vorrundengruppe trotz einer 6:7-Niederlage gegen die Mannschaft aus den Vereinigten Staaten. Nach einem 14:10 gegen Deutschland im Halbfinale trafen die Jugoslawen im Finale wieder auf das US-Team und gewannen diesmal mit 9:7. Bukić warf im Turnierverlauf zehn Tore, davon eins im Finale. 1989 bei der Europameisterschaft in Bonn gewann die jugoslawische Mannschaft zum dritten Mal in Folge die Silbermedaille bei Europameisterschaften, diesmal hinter der deutschen Mannschaft. Anfang 1991 fand die Weltmeisterschaft in Perth statt. Die jugoslawische Mannschaft belegte mit drei Siegen den ersten Platz in der Vorrundengruppe und unterlag in der zweiten Runde der sowjetischen Mannschaft, besiegte aber die Italiener. Nach einem Halbfinalsieg gegen das US-Team trafen die Jugoslawen im Finale auf die Spanier und gewannen diesmal mit 8:7. Der letzte Auftritt der jugoslawischen Nationalmannschaft fand bei den Mittelmeerspielen in Athen statt. Es gewannen die Italiener vor den Jugoslawen.
Während der Mittelmeerspiele in Athen erklärte das kroatische Parlament (Sabor) am 25. Juni 1991 die Unabhängigkeit Kroatiens von Jugoslawien. Bei den Mittelmeerspielen 1993 standen mit Dubravko Šimenc und Perica Bukić zwei Spieler im kroatischen Aufgebot, die bereits 1991 Silber gewonnen hatten. Auch diesmal gewannen die Italiener, die Kroaten wurden Zweite. 1994 bei der Weltmeisterschaft in Rom belegten die Kroaten in der Vorrunde den zweiten Platz hinter den Spaniern. Nach einer 5:8-Halbfinalniederlage gegen die Italiener unterlagen die Kroaten im Spiel um den dritten Platz den Russen mit 13:14 nach Verlängerung. Perica Bukić erzielte in diesem Spiel vier seiner 14 Turniertore, nur Dubravko Šimenc war mit 19 Toren erfolgreicher für Kroatien. Ein Jahr später erreichten die Kroaten auch bei der Europameisterschaft in Wien das Halbfinale und belegten nach Niederlagen gegen die Ungarn im Halbfinale und gegen die Deutschen den vierten Platz. Bei den Olympischen Spielen 1996 in Atlanta erreichten die Kroaten in ihrer Vorrundengruppe den dritten Platz. Im Viertelfinale trafen die Kroaten auf die jugoslawische Mannschaft, eigentlich die Mannschaft von Serbien und Montenegro. Nach ihrem 8:6-Sieg bezwangen die Kroaten im Halbfinale die Italiener mit 7:6. Im Finale gewannen dann die Spanier mit 7:5. Bukić erzielte noch einmal 12 Turniertore, davon eines im Olympiafinale.
Nach seiner Leistungssport-Karriere wurde Bukić Präsident des kroatischen Wasserballverbandes. Von 2003 bis 2008 war er für die HDZ Mitglied des kroatischen Parlaments (Sabor). Sein Sohn Luka Bukić gewann 2016 eine olympische Silbermedaille im Wasserball.